# Episodi di Balko (ottava stagione)
L'ottava stagione della serie televisiva Balko è stata trasmessa in anteprima in Germania dalla RTL Television tra il 16 febbraio 2006 e il 27 aprile 2006.
| nº | Titolo originale      | Titolo italiano | Prima TV Germania | Prima TV Italia |
| -- | --------------------- | --------------- | ----------------- | --------------- |
| 1  | Gatten im Schatten    |                 | 16 febbraio 2006  |                 |
| 2  | Polizeipferd Pluto    |                 | 23 febbraio 2006  |                 |
| 3  | Ich töte Mutter       |                 | 2 marzo 2006      |                 |
| 4  | Ein Mann sieht rot    |                 | 9 marzo 2006      |                 |
| 5  | Bei Anruf Mord        |                 | 16 marzo 2006     |                 |
| 6  | Tod eines Fahrlehrers |                 | 23 marzo 2006     |                 |
| 7  | Der Racheengel        |                 | 30 marzo 2006     |                 |
| 8  | Sauber eingelocht     |                 | 6 aprile 2006     |                 |
| 9  | Kopfgeld              |                 | 13 aprile 2006    |                 |
| 10 | Schöner sterben       |                 | 20 aprile 2006    |                 |
| 11 | Ausverkauf            |                 | 27 aprile 2006    |                 |